# Abdžadové číslice
Abdžadové číslice jsou desítková číselná soustava, ve kterém jsou 28 písmenům arabské abecedy přiřazeny číselné hodnoty. Byly používány v arabsky mluvícím světě do osmého století n. l., kdy byly zavedeny arabské číslice. V moderní arabštině slovo abjadīyah znamená obecně „abecedu“.
V systému abdžad se první znak arabské abecedy, alef, používá jako reprezentant 1; druhý znak, bāʾ, se používá pro zobrazení 2, atd. Jednotlivá písmena představují také desítky a stovky: yā' pro 10, kāf pro 20, qaf pro 100, atd.
Slovo abdžad (أبجد‎) samo pochází z prvních čtyř písmen (A-B-G-D) fénické abecedy, aramejské abecedy, hebrejské abecedy a dalších písem semitských jazyků. Tyto starší abecedy obsahovaly jen 22 znaků, končily u taw, číselného ekvivalentu pro 400. Systém arabského abdžadu pokračuje v tomto bodě se znaky, které nejsou v jiných abecedách: ṯā' = 500, atd.

## abdžadové řazení
Abdžadové řazení arabské abecedy má dvě mírně odlišné varianty. Abdžadové řazení není jen jednoduché historické navazování na dřívější severní semitské abecední řazení, protože má pozici odpovídající aramejskému znaku samekh / semkat ס‎, ale žádný znak arabské abecedy historicky nepochází z tohoto znaku. Ztráta znaku samekh byla kompenzována rozdělením znaku shin ש‎ do dvou nezávislých arabských znaků ش‎ (shīn) a ﺱ‎ (sīn), které se posunuly na místo samekhu.
Nejběžnější abdžadová posloupnost, čtená zprava doleva, je:
| غ‎  | ظ‎ | ض‎ | ذ‎  | خ‎  | ث‎  | ت‎ | ش‎  | ر‎ | ق‎ | ص‎ | ف‎ | ع‎ | س‎ | ن‎ | م‎ | ل‎ | ك‎ | ي‎ | ط‎ | ح‎ | ز‎ | و‎ | ه‎ | د‎ | ج‎ | ب‎ | ا‎ |
| gh | ẓ | ḍ | dh | kh | th | t | sh | r | q | ṣ | f | ‘ | s | n | m | l | k | y | ṭ | ḥ | z | w | h | d | j | b | ā |

To se obyčejně čte jako:
- abjad hawwaz ḥuṭṭī kalaman saʻfaṣ qarashat thakhadh ḍaẓagh.

Jiné čtení (vokalizace) je:

- abujadin hawazin ḥuṭiya kalman saʻfaṣ qurishat thakhudh ḍaẓugh

Jiná posloupnost abdžad (pravděpodobně starší, nyní omezena především na oblast Maghreb) je: 
| ش‎  | غ‎  | ظ‎ | ذ‎  | خ‎  | ث‎  | ت‎ | س‎ | ر‎ | ق‎ | ض‎ | ف‎ | ع‎ | ص‎ | ن‎ | م‎ | ل‎ | ك‎ | ي‎ | ط‎ | ح‎ | ز‎ | و‎ | ه‎ | د‎ | ج‎ | ب‎ | ا‎ |
| sh | gh | ẓ | dh | kh | th | t | s | r | q | ḍ | f | ‘ | ṣ | n | m | l | k | y | ṭ | ḥ | z | w | h | d | j | b | ā |

kterou lze číst jako:

- abujadin hawazin ḥuṭiya kalman ṣaʻfaḍ qurisat thakhudh ẓaghush

Další čtení je:

- abajd hawazin ḥuṭīyin kalamnin ṣaʻfaḍin qurisat thakhudh ẓughshin

Moderní slovníky a další příručky nepoužívají řazení dle abecedy abdžad; Místo toho se používá novější řazení hijāʼī (هجائي‎) (s písmeny částečně seskupeny podle podobných tvarů) :
| ي‎ | و‎ | ه‎ | ن‎ | م‎ | ل‎ | ك‎ | ق‎ | ف‎ | غ‎  | ع‎ | ظ‎ | ط‎ | ض‎ | ص‎ | ش‎  | س‎ | ز‎ | ر‎ | ذ‎  | د‎ | خ‎  | ح‎ | ج‎ | ث‎  | ت‎ | ب‎ | ا‎ |
| y | w | h | n | m | l | k | q | f | gh | ‘ | ẓ | ṭ | ḍ | ṣ | sh | s | z | r | dh | d | kh | ḥ | j | th | t | b | ā |

Další způsob alfabaʼī třídění donedávna široce používaný v oblasti Maghrebu , nefž byl nahrazen řazením Mašrek:
| ي‎ | و‎ | ه‎ | ش‎  | س‎ | ق‎ | ف‎ | غ‎  | ع‎ | ض‎ | ص‎ | ن‎ | م‎ | ل‎ | ك‎ | ظ‎ | ط‎ | ز‎ | ر‎ | ذ‎  | د‎ | خ‎  | ح‎ | ج‎ | ث‎  | ت‎ | ب‎ | ا‎ |
| y | w | h | sh | s | q | f | gh | ‘ | ḍ | ṣ | n | m | l | k | ẓ | ṭ | z | r | dh | d | kh | ḥ | j | th | t | b | ā |

Perské slovníky používají mírně odlišné řazení, ve kterém znak و předchází znaku ه místo, aby následoval po něm.

## Použití systému abdžad
Před zavedením indickko-arabského číselného systému se abdžadové číslice používaly pro všechny matematické účely. V moderní arabštině se primárně využívají pro číslování osnovy, položek v seznamech a informačních výčtů. V češtině se informační výčty jsou někdy označují znaky "A", "B" a "C" (nebo se někdy používají římské číslice: I, II, III, IV) a v arabštině jsou " أ‎ " , pak " ب‎ ", pak " ج‎ ", ne první tři písmena moderního hijāʼī řazení.
Tyto abdžádské číslice se také používají k přiřazení číselné hodnoty arabských slov pro účely numerologie. Běžná islámská fráze بسم الله الرحمن الرحيم‎ bismillāh al-Raḥmān al-Raḥīm ( "Ve jménu Alláha, milosrdného, nejvíce soucitného" - viz Basmala) má číselnou hodnotu 786 (z kumulativní hodnoty jednotlivých znaků 2 + 60 + 40 + 1 + 30 + 30 + 5 + 1 + 30 + 200 + 8 + 40 + 50 + 1 + 30 + 200 + 8 + 10 + 40). Jméno Allāh الله‎ samo o sobě má hodnotu 66 (1 + 30 + 30 + 5).

## Hodnoty znaků
| hodnota | znak | jméno     | trans- literace |
| ------- | ---- | --------- | --------------- |
| 1       | ا‎    | alif      | ā / ʼ           |
| 2       | ب‎    | bāʼ       | b               |
| 3       | ج‎    | jīm       | j               |
| 4       | د‎    | dāl       | d               |
| 5       | ه‎    | hāʼ       | h               |
| 6       | و‎    | wāw       | w / ū           |
| 7       | ز‎    | zayn/ zāy | z               |
| 8       | ح‎    | ḥāʼ       | ḥ               |
| 9       | ط‎    | ṭāʼ       | ṭ               |
|         | ‎     |           |                 |

| hodnota | znak | jméno | trans- literace |
| ------- | ---- | ----- | --------------- |
| 10      | ى‎    | yāʼ   | y / ī           |
| 20      | ك‎    | kāf   | k               |
| 30      | ل‎    | lām   | l               |
| 40      | م‎    | mīm   | m               |
| 50      | ن‎    | nūn   | n               |
| 60      | س‎    | sīn   | s               |
| 70      | ع‎    | ʻayn  | ʻ               |
| 80      | ف‎    | fāʼ   | f               |
| 90      | ص‎    | ṣād   | ṣ               |
|         | ‎     |       |                 |

| hodnota | znak | jméno | trans- literace |
| ------- | ---- | ----- | --------------- |
| 100     | ق‎    | qāf   | q               |
| 200     | ر‎    | rāʼ   | r               |
| 300     | ش‎    | shīn  | sh              |
| 400     | ت‎    | tāʼ   | t               |
| 500     | ث‎    | thāʼ  | th              |
| 600     | خ‎    | khāʼ  | kh              |
| 700     | ذ‎    | dhā   | dh              |
| 800     | ض‎    | ḍād   | ḍ               |
| 900     | ظ‎    | ẓāʼ   | ẓ               |
| 1000    | غ‎    | ghayn | gh              |

Některé z číselných hodnot se liší v alternativním abdžadovém pořadí. Pro čtyři perské znaky se používají tyto hodnoty:
| hodnota | znak | jméno       | trans- literace |
| ------- | ---- | ----------- | --------------- |
| 2       | پ‎    | pe          | p               |
| 3       | چ‎    | če nebo che | č nebo ch       |
| 7       | ژ‎    | že nebo zhe | ž nebo zh       |
| 20      | گ‎    | gaf         | g               |

## Obdobné systémy
Abdžadové číslice jsou rovnocenné se staršími hebrejskými číslicemi až do znaku 400. Hebrejská číselná soustava zvaná gematrie se používá v kabalistických textech a v numerologii. Abdžad jako řazení se v moderní době používá pro číslování osnov a informační výčty, včetně prvních šesti dnů v týdnu. Řecké číslice se liší v mnoha ohledech od těch abdžadových (například v řecké abecedě neexistuje ekvivalent pro ص‎ , ṣād). Řecký jazykový systém znaků jako čísel se nazývá isopsefie. V moderní době se nadále používá pro číslování seznamů stará 27 znaková abeceda tohoto systému.